# Лорі Голс Андерсон
Лорі Голс Андерсон (англ. Laurie Halse Anderson, дівоче ім'я — Лорі Бет Голс (англ. Laurie Beth Halse), нар. 23 жовтня 1961, Потсдам, США) — американська письменниця, авторка романів «Говори» і «Wintergirls». 2009 року Андерсон отримала почесну премію Маргарет А. Едвардс, яку присуджує Американська бібліотечна асоціація за внесок у літературу для молоді. Також у 2023 році письменниця отримала Меморіальну премію пам'яті Астрід Ліндгрен.

## Дитинство та юність
Лорі Бет Голс народилася 23 жовтня 1961 року в Постдамі, штат Нью-Йорк, у сім'ї священника о. Френка Голса мол. та Джойс Голкомб Голс. Вона росла там разом зі своєю молодшою сестрою Лізою. Будучи ученицею, дівчинка любила писати твори, особливо у другому класі. У підлітковому віці Андерсон любила читати, особливо наукову фантастику та фентезі, але ніколи не мала уявлення, що стане письменницею. Лорі Бет Голс навчалася в середній школі у Манліусі, Нью-Йорк.
Після того, як дівчині виповнилося шістнадцять років, вона вирушила до Данії, де провела тринадцять місяців, працюючи на свинофермі. Після такого досвіду Андерсон повернулася додому, щоб працювати в магазині одягу, отримуючи мінімальну зарплату. Низький заробіток підштовхнув її до рішення здобути освіту.
Андерсон обрала Онондагський громадський коледж у штаті Нью-Йорк, США. Паралельно з навчанням Лорі підробляла дояркою на молочній фермі. Після коледжу дівчина в 1981 році вступила в Джорджтаунський університет, який закінчила в 1984 році з дипломом бакалавра лінгвістики.

## Сім'я
У 1985 році вийшла заміж за Ґреґа Андерсона, від якого народила двох дочок, Стефані та Мередіт. Шлюб виявився невдалим, і після розлучення письменниця переїхала до міста Мексико штату Нью-Йорк. Там вона одружилася вдруге. Новим обранцем Лорі Андерсон став Скот Ларрабі, її дитяче кохання. Разом вони об'єднали свої сім'ї — двох доньок Андерсон та двох дітей Ларрабі, Джесіку та Крістіана.

## Кар'єра
Свої перші книжки Лорі Голс Андерсон написала, працюючи позаштатним кореспондентом у газеті «The Philadelphia Inquirer». 1996 року виходить її перший дитячий роман «Ndito Runs» про пригоди кенійської дівчинки, яка щодня була змушена пробігати кілька миль до школи і назад. 1999 року виходить у світ підлітковий роман «Говори», ймовірно, найвідоміша книга Андерсон. Темою книги стало відчуження тринадцятилітньої дівчини, яка зазнала сексуального насилля. «Говори» отримав кілька нагород і потрапив до короткого списку Національної книжкової премії, головної літературної премії США. Нещодавно книга була в списку бестселерів «New York Times» і була перекладена 16-ма світовими мовами. 2004 року за романом був знятий однойменний фільм за участю зірки Голлівуду Крістен Стюарт. Слідом вона видала роман «Кричи», в якому розвинула думки і травматичні почуття з досвіду підліткового зґвалтування.
«Wintergirls», роман Лорі Голс Андерсон, опублікований у березні 2009 року. Письменниця розповідає історію двох подруг Лії та Кессі, які страждають на анорексію. Кессі помирає вночі за дивних обставин, залишивши на мобільному телефоні Лії 33 пропущені виклики. Долаючи страх і почуття провини, перебуваючи на межі життя і смерті, Лія звертається до минулого, щоб зрозуміти, що сталося тієї фатальної ночі.

## Нагороди
Премія Маргарет А. Едвардс відзначає одного письменника та певну роботу «за значний і тривалий внесок у молодіжну літературу». Андерсон здобула щорічну нагороду в 2009 році за романи «Говори, «Catalyst» та «Fever, 1793». Американська бібліотечна асоціація назвала романи «захопливими та надзвичайно добре написаними», а голова комісії сказав, що «Лорі Голс Андерсон майстерно висловлює героїв-підлітків, які зазнають змін у своєму житті завдяки своїй чесності та наполегливості, знаходячи в собі мужність бути вірними собі».
Кілька ранніх дитячих книжок Андерсон були внесені до списків рекомендованої літератури, а деякі отримали нагороди. За роман «Говори» Андерсон здобула нагороду «Золотий змій», премію Едгара Аллана По та книжкову премію Лос-Анджелес Таймс. Вона посіла друге місце в премії Майкла Л. Прінца та Національній книжковій премії для молодіжної літератури. Fever, 1793 була визнана найкращою книгою Американської бібліотечної асоціації для підлітків. 2008 року роман Chains був фіналістом Національної книжкової премії, а в 2009 році отримав премію Скотта О'Делла.
2023 року Андерсон виграла Меморіальну премію Астрід Ліндґрен, одну з найбажаніших нагород у дитячій літературі.

## Екранізації
- Говори (Speak, 2004) — фільм оповідає про дівчинку-підлітка Мелінду Сордіно, яка зазнала психологічного та фізичного насилля[15].

### Молодіжні романи
- Говори/Speak (1999)[16][17]
- Catalyst (2002)
- Prom (2005)
- Twisted (2007)
- Wintergirls (2009)

### Історичні романи
- Fever 1793 (2000)
- Chains (2008)
- Forge (2010)
- Ashes (2016)

### Книги для дітей
- Ndito Runs (1996)
- Turkey Pox (1996)
- No Time for Mother's Day (2001)
- The Big Cheese of Third Street (2002)
- Thank You, Sarah! The Woman Who Saved Thanksgiving (2002)
- Independent Dames: What You Never Knew About the Women and Girls of the American Revolution (2008)
- The Hair of Zoe Fleefenbacher Goes to School (2009)
- Fight for Life: Maggie (2000)
- Homeless: Sunita (2000)
- Trickster: David (2000)
- Manatee Blues: Brenna (2000)
- Say Good-Bye: Zoe (2001)
- Storm Rescue: Sunita (2001)
- Teacher's Pet: Maggie (2001)
- Trapped: Brenna (2001)
- Fear of Falling: David (2001)
- Time to Fly (2002)
- Masks (2002)
- End of the Race (2003)
- New Beginnings (2012)
- Acting Out (2012)
- Helping Hands (2013)

## Переклади українською
- Андерсон Лорі Голс. Говори./Пер. з англ. Олени Голуб. — К.: Віват, 2019. — 192 с. ISBN 9789669820105[18].